# 五羰基氢铼
五羰基氢铼是一种化合物，化学式为ReH(CO)5。这种无色液体是一种弱酸，是十羰基二铼（Re2(CO)10）最重要的衍生物之一。锌和乙酸（HOAc）与五羰基溴化铼（Re(CO)5Br）的甲醇溶液反应，可以生成五羰基氢铼。
Re(CO)5Br + Zn + HOAc  →   ReH(CO)5  +  ZnBrOAc
它对光中等敏感：由于生成金属簇Re3H(CO)14，样品会变黄。
3 Re(CO)5H  →  Re3H(CO)14 + H2 + CO
它在100 °C下会分解成Re2(CO)10：
2 Re(CO)5H → H2 + Re2(CO)10